# 신라젠
신라젠은 2006년 설립되어, 2016년에 코스닥에 상장한 항암 바이러스 기반 면역항암치료제 연구 개발 기업이다. 핵심 플랫폼 기술은 펙사벡으로, 유전자를 재조합하여 만든 백시니아 바이러스로 암세포를 선택적으로 사멸시키고, 면역세포가 암세포를 공격할 수 있도록 설계되어 있다.
펙사벡은 간암에 대해선 2019년 8월 무용성 평가에서 임상중단 권고받았으나 유방암, 신장암, 대장암, 고형암 등 적응증을 확대하여 면역관문억제제와 병용 임상을 진행 중이다. 또한 미국 바이오기업 리제네론, 미국 국립암연구소(NCI), 홍콩 리스팜 제약회사와 전략적인 다양한 임상시험으로 파트너십을 갖고 있다.

## 펙사백 작용기전
- 직접적 종양용해암세포 내에서만 증식하고 암세포만 선택적으로 공격

- 적응 면역반응 촉진암세포 파괴 과정에서 체내 면역 반응촉진으로 지속적인 암세포 공격

- 종양혈관 폐쇄암세포와 연결된 혈관세포 폐쇄를 통한 암세포 성장 억제

## 신라젠 주식시세
2016년 신라젠은 기술특례상장(기술평가 AA등급) 제도로 코스닥시장에 상장했다, 2018년 공모가 대비 약 8배 오른 12만원까지 올라갔다가 2019년 임상 중단 발표 후 1만원대까지 급락했다. 2020년 5월 4일 이후 거래중지 중이다.

## 정치적 논란
문은상 대표 및 경영진이 미공개 주식 정보를 이용해 손실을 줄인 혐의로 남부지검에서 첫 수사를 2019년 8월부터 시작했지만, 수차례의 압수수색과 소환에도 별다른 혐의를 찾지 못해 수사가 지지부진하다 유시민 노무현재단 이사장과의 연관성 의혹으로 정치적으로 크게 쟁점화되었다. 그러나 2020년 5월에서야 유시민, 신라젠 의혹과 관련없다고 검찰에서 종지부를 찍고, 대신 횡령 및 배임혐의로 전현직 경영진을 기소했다. 주된 혐의는 신라젠 상장 전에 자기 자금 없이 '자금 돌리기' 방식으로 350억원 규모의 신주인수권부사채(BW)를 취득했다는 것이다. 그러나 재판과정에서 핵심쟁점인 BW의 위법성과 관련해 거래소 관계자, 법률을 자문한 법무법인(김&장), 업계 등에서 문제가 없다는 증언이 잇따라 나오고 있다. 더욱이 거래소 상장 이전에 발생한 혐의로 2020년 5월 4일 이후 코스닥시장에서 거래가 정지되어 소액주주들의 반발이 거세게 일고 있다.

## 코로나 백신개발 진행
2020년 3월 26일 제14기 주주총회를 열고 코로나19 백신개발 계획을 밝혔다. 신라젠은 항암제 개발을 진행했던 백시니아 바이러스 유전자 재조합을 통해 코로나19 백신을 개발하겠다고 발표했다. 백시니아 바이러스는 천연두를 박멸시킨 바이러스로, 200년간 접종돼왔다. 신라젠은 홈페이지를 통해 미국과 캐나다 등 북미지역에서 물질 개발을 진행하는 패스트트랙은 6주, 국내에서는 12주가 걸릴 것이라고 전망했다. 신라젠 관계자는 "신라젠은 백시니아 바이러스 유전자 재조합 분야에서 독보적인 기술력과 특허를 보유하고 있다"고 말했다

## 참고문헌
- 신라젠 기업설명회 IR자료, 2022년 12월 13일[깨진 링크(과거 내용 찾기)]